# 朱涤新
朱涤新（1910年—2002年），湖北省阳新县人，八路军将领、中华人民共和国政治人物。
1927年，朱涤新组织鄂东南农民起义。1930年，率众加入中国工农红军，担任红五军第五纵队第二大队文书、红五军第三师第八团机枪连政委、红三军团第六师第十六团特派员。参加中央苏区历次反围剿战争和长征，任红一军政治部保卫分局局长，参与直罗镇战役等。抗日战争爆发后，1937年，他担任八路军115师政治部锄奸部部长，参加平型关战役。随后被派往山东，担任鲁西军区政治部主任、中共鲁西区委委员、苏鲁豫支队政治委员、八路军第五纵队第一支队政治委员等。1940年，担任115师教导1旅政委。次年，被派往新四军，担任第三师军政委员会委员、第七旅政委，参加黄桥战役等 。1943年，返回延安。1946年，赶赴东北任热辽纵队政治委员、党委书记、东北军区嫩江军区代理司令员等职位，参与四平战役、长春围困战、辽沈战役等。中华人民共和国成立后，朱涤新担任武汉市警备区副司令员、中共武汉市委常务委员兼武汉市公安总局局长、中南军政委员会委员、武汉市副市长等职位。1955年，升任中共湖北省委常委，后调任第二机械工业部副部长、第一机械工业部副部长、第三机械工业部副部长。